# Loreintz Rosier
Pour les articles homonymes, voir Rosier (homonymie).
Loreintz Rosier, né le 14 août 1998 à Gonesse en France, est un footballeur français qui joue au poste de milieu défensif.

## Biographie

### Formation et débuts
Né à Gonesse en France, Loreintz Rosier fait sa formation de footballeur dans de nombreux clubs, il passe notamment par l'INF Clairefontaine où il côtoie par exemple Kylian Mbappé, et fréquente des clubs professionnels comme le SM Caen et le Paris FC, sans accéder au monde professionnel. Il rejoint ensuite le FC Sochaux-Montbéliard où il est notamment suivi par le RB Leipzig mais il est proche du groupe professionnel avec les lionceaux, faisant quelques entraînements et jouant des matchs amicaux. Toutefois, il n'a jamais sa chance en équipe première et malgré la proposition d'un contrat professionnel il refuse et quitte Sochaux, pensant ne pas avoir la confiance du club.
Loreintz Rosier prend alors la direction du Portugal en rejoignant le Vitória SC lors de l'été 2018. Le transfert est annoncé dès le 24 mai 2018 et il signe un contrat de quatre ans.

### GD Estoril-Praia
Le 11 juillet 2020, il signe en faveur d'un autre club portugais, le GD Estoril-Praia.
Il joue son premier match sous ses nouvelles couleurs le 10 septembre 2020, lors de la première journée de la saison 2020-2021 de deuxième division portugaise, face au FC Arouca. Il est titularisé et son équipe s'impose sur le score de un but à zéro.
Cette saison-là, il participe à la montée du club en première division, le GD Estoril-Praia étant sacré champion de deuxième division à l'issue de l'exercice.
Rosier découvre alors première division portugaise, jouant son premier match le 7 août 2021, face au FC Arouca, lors de la première journée de la saison 2021-2022. Il est titularisé et son équipe l'emporte par deux buts à zéro.

### Fortuna Sittard
Le 18 juillet 2023, Loreintz Rosier rejoint cette fois les Pays-Bas et le Fortuna Sittard. Il signe un contrat de deux ans, avec une année supplémentaire en option.
Rosier marque son premier but pour le Fortuna Sittard le 19 août 2023 contre Almere City, en championnat. Il est titularisé et contribue à la victoire de son équipe par deux buts à un.

## Vie privée
Loreintz Rosier est le cousin de Valentin Rosier, lui aussi footballeur professionnel.

## Palmarès
GD Estoril-Praia
- Liga Portugal 2 (1) :
  - Champion : 2020-2021.